# Taphozous achates
Taphozous achates är en insektsätande småfladdermus som beskrevs av Oldfield Thomas (1858–1929) år 1915. IUCN listar Taphozous achates med kunskapsbrist (DD).
Dess artnamn på engelska, Indonesian tomb bat, betyder "indonesisk gravfladdermus", och på tyska, Braunbart-Grabfledermaus, betyder "brunskäggig gravfladdermus". Fladdermusens vetenskapliga artnamn hedrar Achátes, en karaktär från det romerska nationaleposet Aeneiden (lat. Aenēis).
Taphozous achates ingår i släktet gravfladdermöss (Taphozous) och familjen frisvansade fladdermöss (Emballonuridae). Populationen infogades en längre tid som synonym i Taphozous melanopogon, men sedan 1990-talet godkänns den som art.
Denna fladdermus förekommer på flera mindre öar i östra Indonesien. Antagligen lever den även på Timor som är den största ön i regionen. Arten vistas i låglandet och i bergstrakter upp till 1000 meter över havet. Den besöker troligen alla habitat som finns på öarna.
De flesta dokumenterade individer hittades i grottor tillsammans med andra fladdermöss som Hipposideros cervinus, Emballonura alecto, Miniopterus australis, Myotis stalkeri och Rhinolophus euryotis.